# Macrodactylus bistriatus
Macrodactylus bistriatus är en skalbaggsart som beskrevs av Moser 1919. Macrodactylus bistriatus ingår i släktet Macrodactylus och familjen Melolonthidae. Inga underarter finns listade i Catalogue of Life.